# Corethrella contraria
Corethrella contraria är en tvåvingeart som beskrevs av Art Borkent 2008. Corethrella contraria ingår i släktet Corethrella och familjen Corethrellidae.
Artens utbredningsområde är Costa Rica. Inga underarter finns listade i Catalogue of Life.